# Ollanta Humala
Ollanta Moisés Humala Tasso (Lima, 27 de juny de 1962) és un militar retirat i polític peruà. Va ser el president constitucional de la República del Perú entre el 28 de juliol de 2011 i el 28 de juliol de 2016.
És el capdavanter fundador del Partit Nacionalista Peruà. Va ser candidat a la presidència de la República per l'aliança electoral Partit Nacionalista Peruà Guanya Perú en les eleccions generals del Perú de 2011, realitzades el 10 d'abril. Com que cap candidat va superar el 50% dels vots en la primera ronda, els dos candidats més votats (ell i la candidata fujimorista Keiko Fujimori) van accedir a la segona volta. Realitzada el 5 de juny, Humala es va imposar perquè va aconseguir el 51,449% dels vots vàlids.

## Biografia
Ollanta Humala és el segon de set germans, fill dels advocats de la Regió d'Ayacucho Isaac Humala Núñez i Elena Tasso de Humala. El pare, un exdirigent gairebé socialista, és l'ideòleg fundador de l'anomenat etnocacerisme. D'acord amb això, Isaac va donar als seus fills nomenis incaiques com Pachacutec, Ima Sumac, Cusicollur o Antauro. Segons Humala pare, el d'Ollanta - cf. el de l'obra Apu Ollantay- vol dir "el guerrer que tot ho veu" (Ullanta - El guerrer que des de la seva talaia tot ho veu).

### Carrera militar
Va començar la seva carrera militar el 1982, quan va entrar igual que el seu germà Antauro a l'Escola Militar de Chorrillos "Coronel Francisco Bolognesi". El 1983 va ser alumne de l'Escola de les Amèriques (SOA, per les seves sigles en anglès), en el curs de combat per a cadets. El 1991, amb el rang de capità, Humala va prestar servei en Tingo María (Huánuco) combatent els romanents de Sendero Luminoso.
El 1995, va estar en una base militar de suport a prop a la frontera amb Equador durant la Guerra del Cenepa encara que no va combatre directament.
Humala, sent militar en activitat, va protagonitzar al costat del seu germà Antauro l'aixecament de Locumba (Tacna), contra el règim de Alberto Fujimori. Aquest fet va ocórrer en la matinada del 29 d'octubre del 2000, el mateix dia en què l'ex assessor presidencial Vladimiro Montesinos s'escapolia del país en el veler "Karisma", rumb a Panamà, per passar després a Veneçuela.

### Oposició a Alan García
Alan García va triomfar en les eleccions de 2006 en derrotar a Ollanta Humala, que es va convertir en el líder de l'oposició, en segona volta.

### Presidència del Perú
Ollanta Humala guanyà les eleccions generals peruanes de 2011 rebent una economia molt dependent de factors externs, el país havia profunditzat en el model neoliberal desindustrialitzat i productor de serveis, i una pobresa del 38 per cent, i en assumir el Govern va promoure acabar amb l'economia neoliberal. Després de l'elecció d'Humala com a president, la Borsa de Lima va experimentar la seva caiguda més gran important de la història, tot i que posteriorment es va estabilitzar després de l'anunci dels nomenats del gabinet d'Humala.
Durant el seu mandat el creixement econòmic ha estat de 2,8 per cent, i els programes socials han estat qualificats de costosos i ineficients i hi ha hagut un increment de la burocràcia estatal, mentre que 1.300.000 peruans van sortir de la pobresa i 60.000 van rebre beques. A finals del seu mandat la seva popularitat estava desplomada, i el partit va retirar la seva candidatura a les eleccions de 2016.

### Investigació i empresonament per corrupció
Humala i la seva dona Nadine Heredia van ser investigats por rentat de diner en rebre presumptament tres milions de dòlars de la constructora Odebrecht en l'Operació Lava Jato per a les campanyes electorals de 2006 i 2011, i van estar en presó preventiva entre juliol de 2017 i maig de 2018.